# الغ‌بیگ
میرزا محمد طارق بن شاهرخ یا میرزا محمد تَراغای بن شاهرخ مشهور به‌نام اُلُغ‌بِیگ (۷۹۵ تا ۸۵۳ هجری قمری / ۷۷۲ تا ۸۲۸ هجری خورشیدی / ۱۳۹۴ تا ۱۴۴۹ میلادی) فرزند شاهرخ و نوهٔ تیمور از پادشاهان تیموری بود. او پادشاهی ستاره‌شناس، ریاضی‌دان و اهل علم و ادب بود. او در عین این‌که پادشاه بوده، کتابش با نام زیج الغ‌بیگ از دقیق‌ترین تقویم‌های اسلامی است. همچنین به افتخار او دهانه الغ‌بیگ در کره ماه در کنار بزرگ‌ترین دانشمندان علم نجوم به نام این پادشاه دانشمند ثبت شده است.
الغ‌بیگ به‌دلیل فعالیت در زمینه‌های ریاضیات و اخترشناسی، با مثلثات و هندسه کروی آشنا بود و به هنر و فرهنگ، علاقه داشت. گمان می‌رود که او به پنج زبان عربی، فارسی، ترکی، مغولی و اندکی چینی صحبت می‌کرد. امپراتوری تیموری در طول حکومت او به اوج فرهنگی و هنری خود و رنسانس تیموری دست یافت. سمرقند را پدرش شاهرخ تسخیر کرد و به الغ‌بیگ داد.
او رصدخانه الغ‌بیگ را در سمرقند بین سال‌های ۱۴۲۴ و ۱۴۲۹ ساخت. دانشمندان آن را یکی از بهترین رصدخانه‌های جهان اسلام در آن زمان و بزرگ‌ترین رصدخانه در آسیای مرکزی می‌دانستند. وی همچنین توسط بسیاری از پژوهشگران، به‌عنوان مهم‌ترین اخترشناس رصدکننده در قرن پانزدهم شناخته می‌شود. او همچنین مدرسه الغ‌بیگ (۱۴۱۷–۱۴۲۰) را در سمرقند و بخارا ساخت و این شهرها را به مراکز فرهنگی و آموزشی در آسیای مرکزی تبدیل کرد.
تخصص علمی الغ‌بیگ با مهارت‌های او در حکم‌رانی، مطابقت نداشت و او در طول سلطنت کوتاه خود، نتوانست قدرت و اقتدار خود را تثبیت کند. در نتیجه، سایر حاکمان از جمله خانوادهٔ او از عدم کنترل او سوءاستفاده کردند و او سرانجام در سال ۸۲۸ خورشیدی توسط پسرش عبداللطیف کشته شد.

## زندگی‌نامه

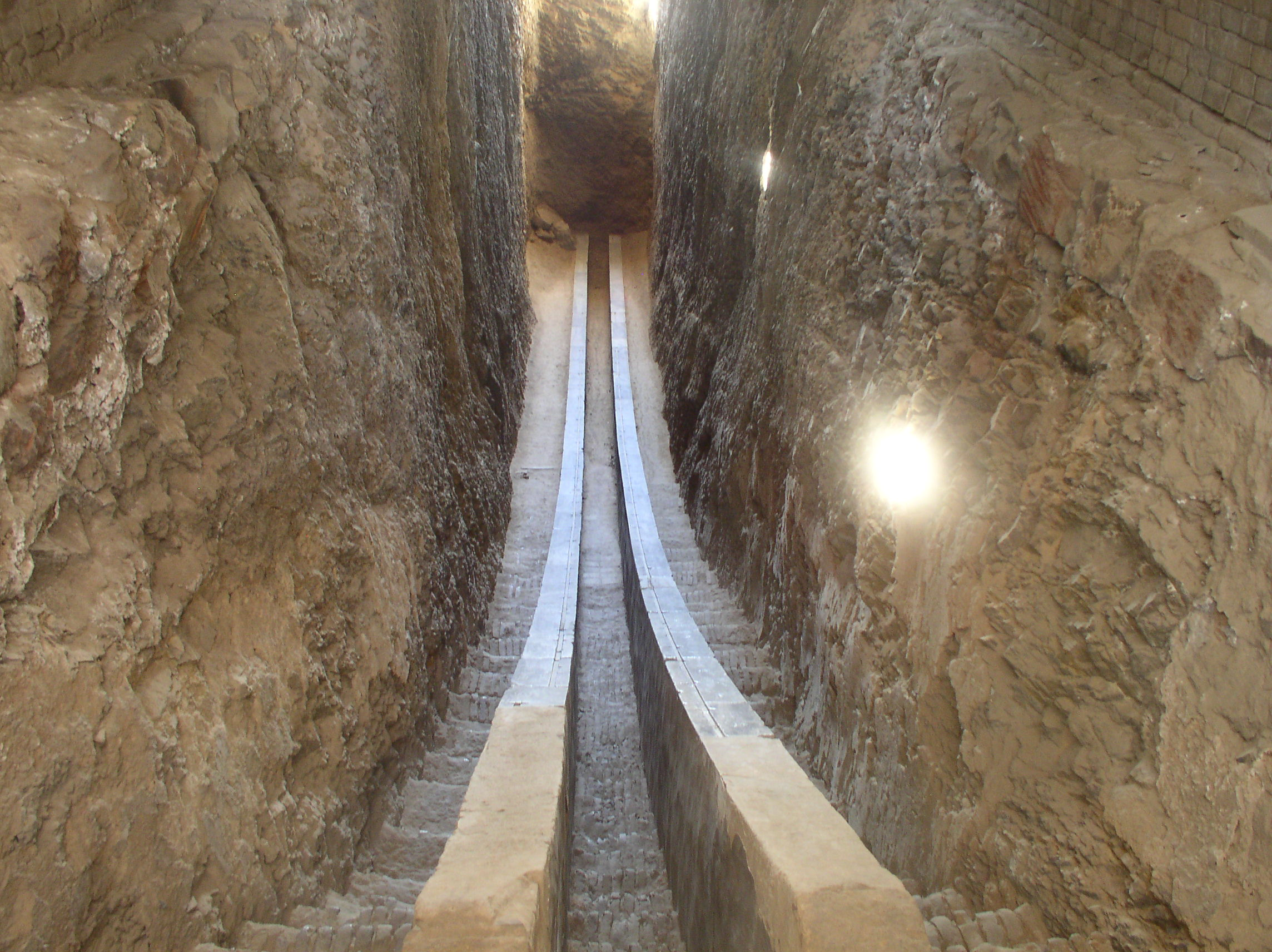
رصدخانه الغ‌بیگ

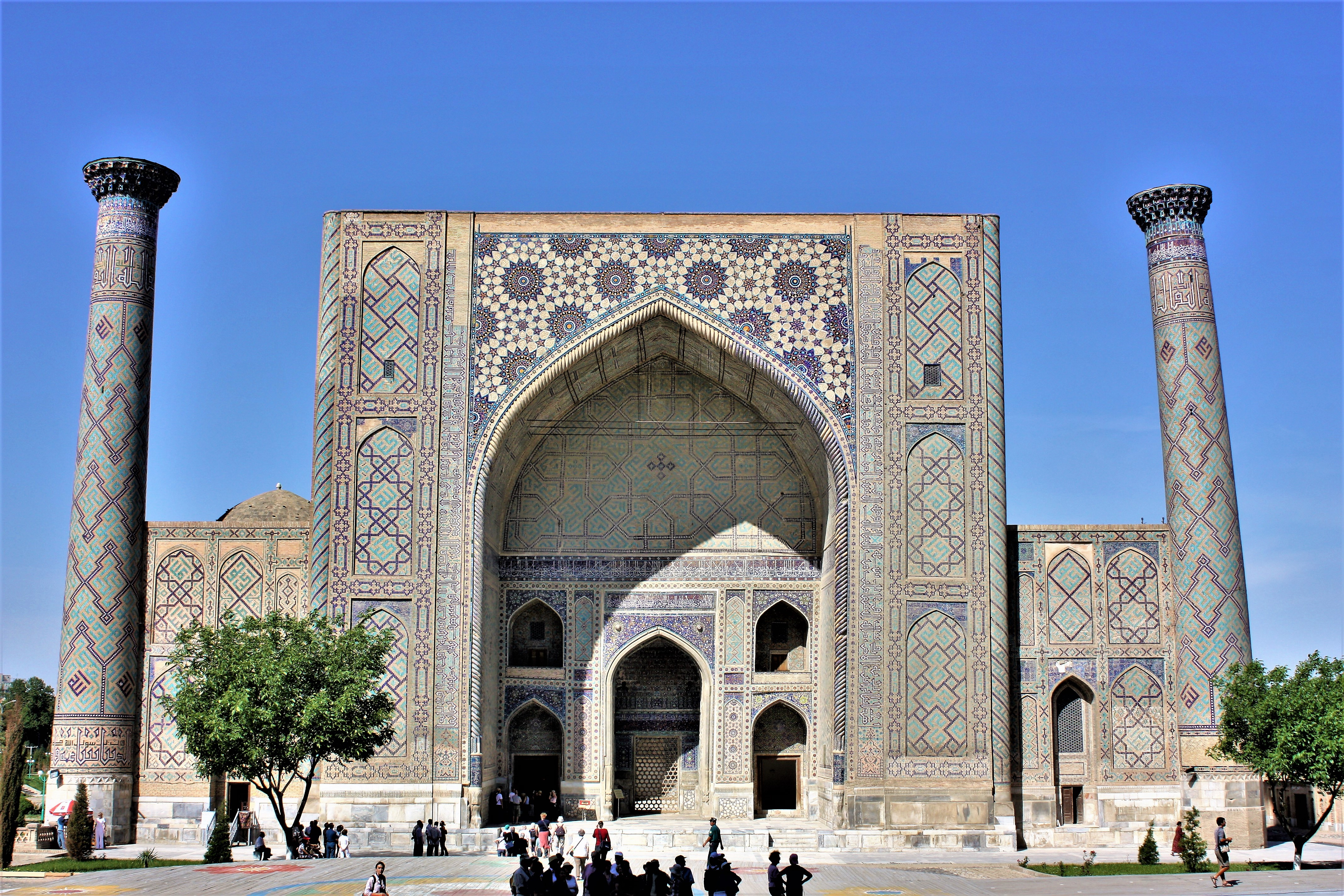
مدرسه الغ‌بیگ

الغ‌بیگ در سلطانیه در زنجان به دنیا آمد. مادرش گوهرشاد بیگم از شاهزادگان ترک‌تبار بود که بناهایی چون مسجد گوهرشاد را در مشهد ساخت و پدرش شاهرخ، در تحکیم حکومت تیموری و رشد هنر در آن دوران و شکل گرفتن مکتب هرات بسیار مؤثر بود.
الغ‌بیگ هم‌زمان با حملهٔ پدربزرگ‌اش تیمور به ایران در سلطانیه متولد شد. نام او را میرزا محمد تراغای گذاشتند. الغ‌بیگ، نامی که او را بیشتر با آن می‌شناسند، یک نام مستعار به‌معنی «حاکم بزرگ» بود. پس از مرگ تیمور، شاهرخ پایتخت امپراتوری تیموری را به هرات (در افغانستان امروزی) منتقل کرد. الغ‌بیگ شانزده‌ساله در سال ۱۴۰۹ فرماندار پایتخت سابق، سمرقند شد. وی در سال ۱۴۱۱ به‌عنوان فرمانروای کل ماوراءالنهر منصوب شد.
شاهرخ در ۸۱۱ خورشیدی به ماوراءالنهر لشکر کشید، خدایداد حاکم آن‌جا را کشت و خلیل سلطان پسر میران‌شاه و نوهٔ تیمور را پس از رهایی به ری فرستاد و حکومت سمرقند را به اُلُغ‌بیگ داد. الغ‌بیگ، بیشتر اوقات در سمرقند بود و به‌عنوان مهمان به دربار پدر دعوت می‌شد و در امور سلطنت دخالتی نداشت.
دولتشاه سمرقندی در تذکرةالشعرا خود می‌نویسد: «فضلا و حکما متفق‌اند که به روزگار اسلام بلکه از عهد ذوالقرنین تا این دم پادشاهی به حکمت و علم میرزا الغ‌بیگ بر مستقر سلطنت قرار نیافته.» الغ‌بیگ در سمرقند رصدخانه‌ای عظیم و مجهز به‌نام رصدخانهٔ الغ‌بیگ را برپا کرد و همراه با دانشمندان بزرگ آن زمان مانند غیاث‌الدین جمشید کاشانی مشغول رصد و تحقیقات علمی شد و با همکاری آن‌ها زیجی را که شامل دقیق‌ترین جداول ستاره‌شناختی و مثلثاتی آن عصر بود پدیدآورد که به زیج سلطانی معروف است. مدرسه‌ای نیز برای آموزش علوم و فنون تأسیس کرد و بهترین استادان را در آن‌جا به‌کار تدریس گمارد. یادداشت‌ها و نامه‌هایی که کاشانی برای پدرش در کاشان می‌فرستاد از سطح بالای فهم و دانش الغ بیگ حکایت می‌کند.
او در سمرقند با برادرانش بایسنقر پسر شاهرخ در هرات و سلطان ابراهیم میرزا تیموری در شیراز، که هنرمند بودند، دربارهٔ شعر فارسی مکاتبه می‌کرد. اشعار نظامی گنجوی را بر اشعار امیرخسرو دهلوی که بایسنقر می‌پسندید، ترجیح می‌داد. او از کودکی به آموختن خوشنویسی پرداخت اما همچون برادرانش در این هنر نام‌آور نشد.
الغ‌بیگ، پس از دو سال درگیری با پسرش عبداللطیف، سرانجام در سال ۸۲۸ خورشیدی (۱۴۴۹ میلادی)، به‌دست او کشته شد.

## توسعهٔ دانش

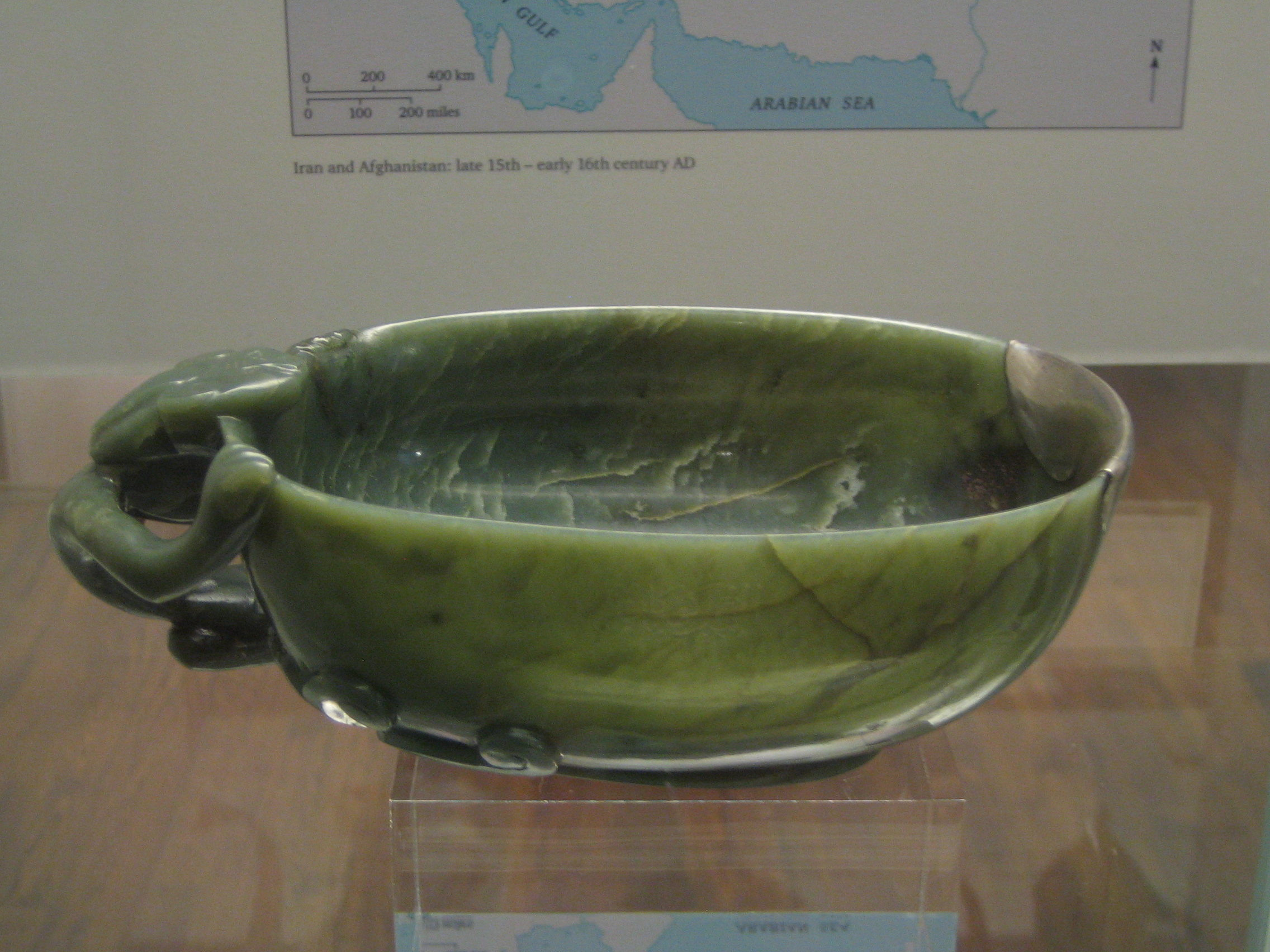
جام اژدهای یشمی که زمانی متعلق به الغ‌بیگ بود، موزه بریتانیا

### تأسیس مدرسه
الغ‌بیگ نوجوان تصمیم گرفت تا سمرقند را به یک مرکز فکری برای امپراتوری تیموری تبدیل کند. بین سال‌های ۱۴۱۷ و ۱۴۲۰، او مدرسه‌ای در میدان ریگستان سمرقند (در ازبکستان کنونی) ساخت و اخترشناسان و ریاضی‌دانان متعددی را برای تحصیل در آن‌جا دعوت کرد. ساختمان مدرسه هنوز پابرجاست. مشهورترین شاگرد الغ‌بیگ در علم اخترشناسی، علی قوشچی (درگذشتهٔ ۱۴۷۴) بود. قاضی‌زاده رومی برجسته‌ترین معلم مدرسهٔ الغ‌بیگ بود و غیاث‌الدین جمشید کاشانی نیز بعدها به مدرسهٔ او پیوست.

### تأسیس رصدخانه

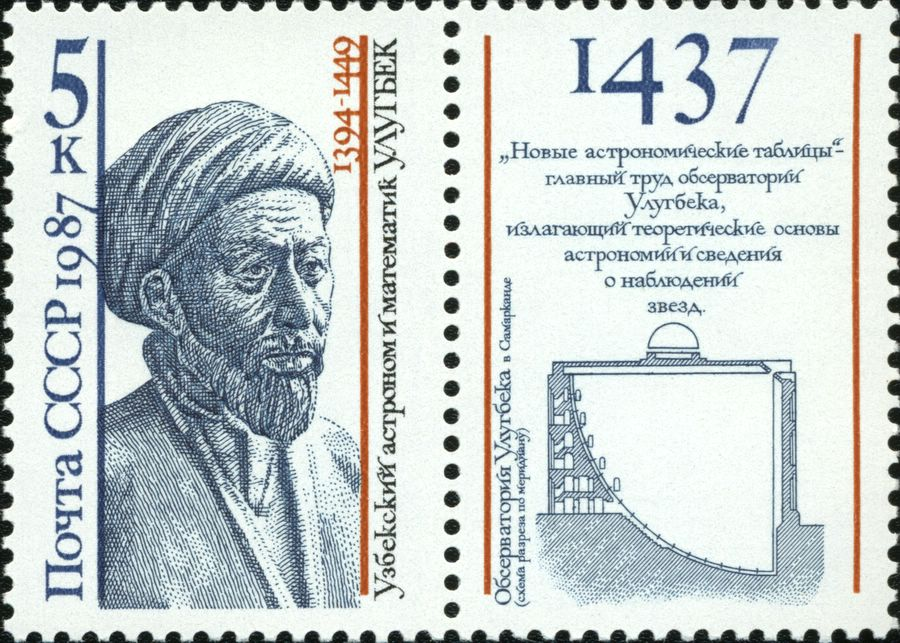
الغ‌بیگ و طرح رصدخانهٔ او، که بر روی تمبر مربوط به ۱۹۸۷ در اتحاد جماهیر شوروی به تصویر کشیده شده است. او یکی از بزرگ‌ترین اخترشناسان اسلام در قرون وسطی بود. روی تمبر به روسی نوشته شده است: «اخترشناس و ریاضی‌دان ازبک، الغ‌بیگ».

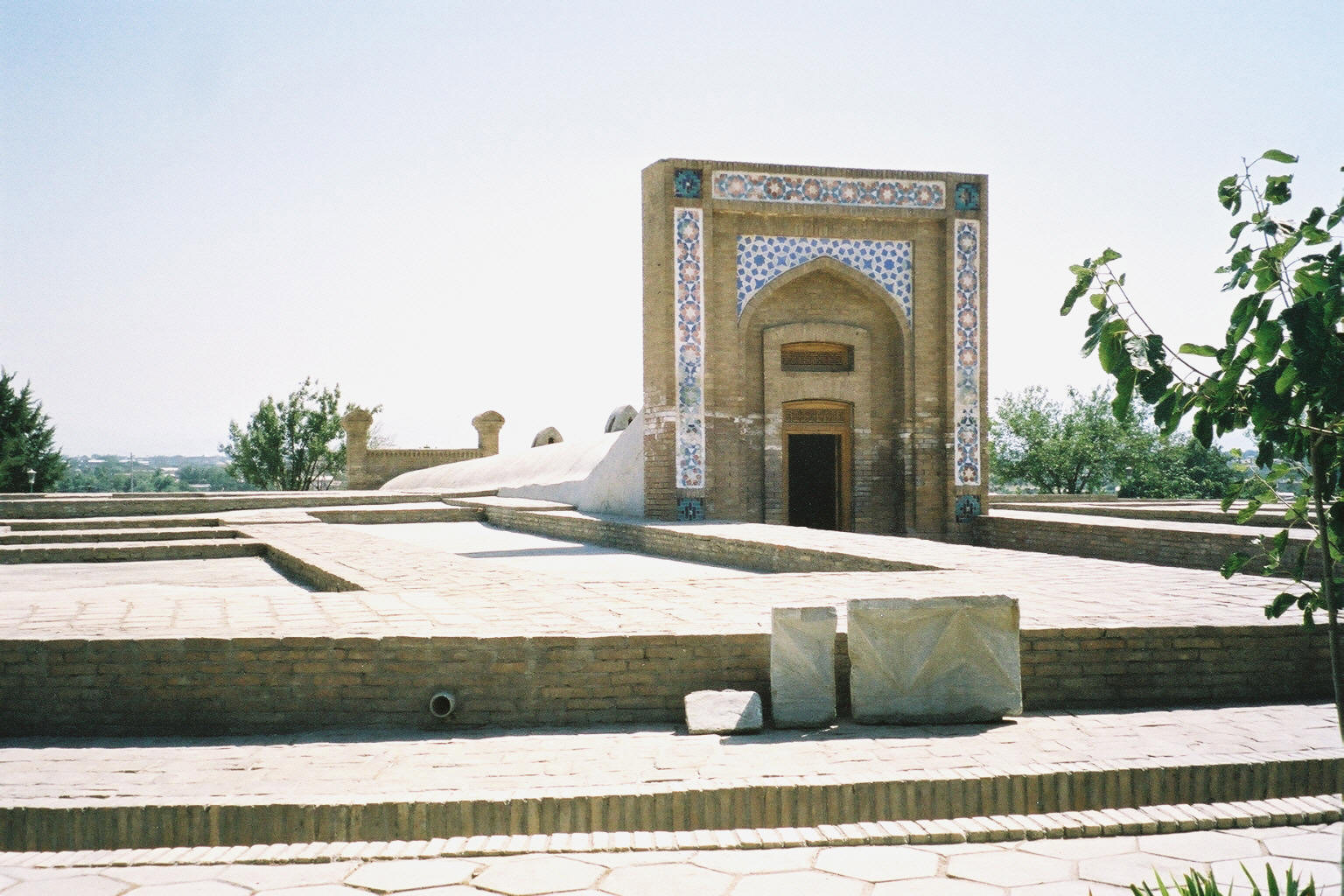
رصدخانه الغ‌بیگ که توسط او در سال ۱۴۲۰ ساخته شد.

الغ‌بیگ در سنین جوانی از رصدخانه مراغه بازدید کرد که توجه او را جلب کرد. این رصدخانه در مراغه، محل فعالیت اخترشناس برجسته، خواجه نصیرالدین طوسی بود.
در سال ۱۴۲۸، الغ‌بیگ یک رصدخانه عظیم، مشابه رصدخانهٔ تقی‌الدین شامی در قسطنطنیه ساخت. او به‌دلیل نداشتن تلسکوپ برای کار، دقت خود را با افزایش طول سدس بیشتر کرد. رصدخانهٔ الغ‌بیگ، فراگیرترین و شناخته‌شده‌ترین رصدخانه در سراسر جهان اسلام بود. الغ‌بیگ با ابزارهایی که در رصدخانهٔ سمرقند قرار داشت، فهرستی از ۱۰۱۸ ستاره ایجاد کرد که یازده ستاره کمتر از ستاره‌های موجود در فهرست ستاره‌های بطلمیوس است. الغ‌بیگ از یافته‌های عبدالرحمن صوفی استفاده کرد و فهرست ستاره‌های خود را بر پایهٔ تحلیل جدیدی که مستقل از داده‌های بطلمیوس بود، قرار داد. وی در طول زندگی خود به‌عنوان یک اخترشناس، متوجه شد که اشتباهات متعددی در کار و داده‌های بعدی بطلمیوس وجود دارد که سال‌ها مورد استفاده قرار گرفته بود.

### ریاضیات
در ریاضیات، الغ‌بیگ جداول مثلثاتی دقیقی از مقادیر سینوسی و مماس تا حداقل هشت رقم اعشار نوشت.

## جنگ قدرت و درگذشت

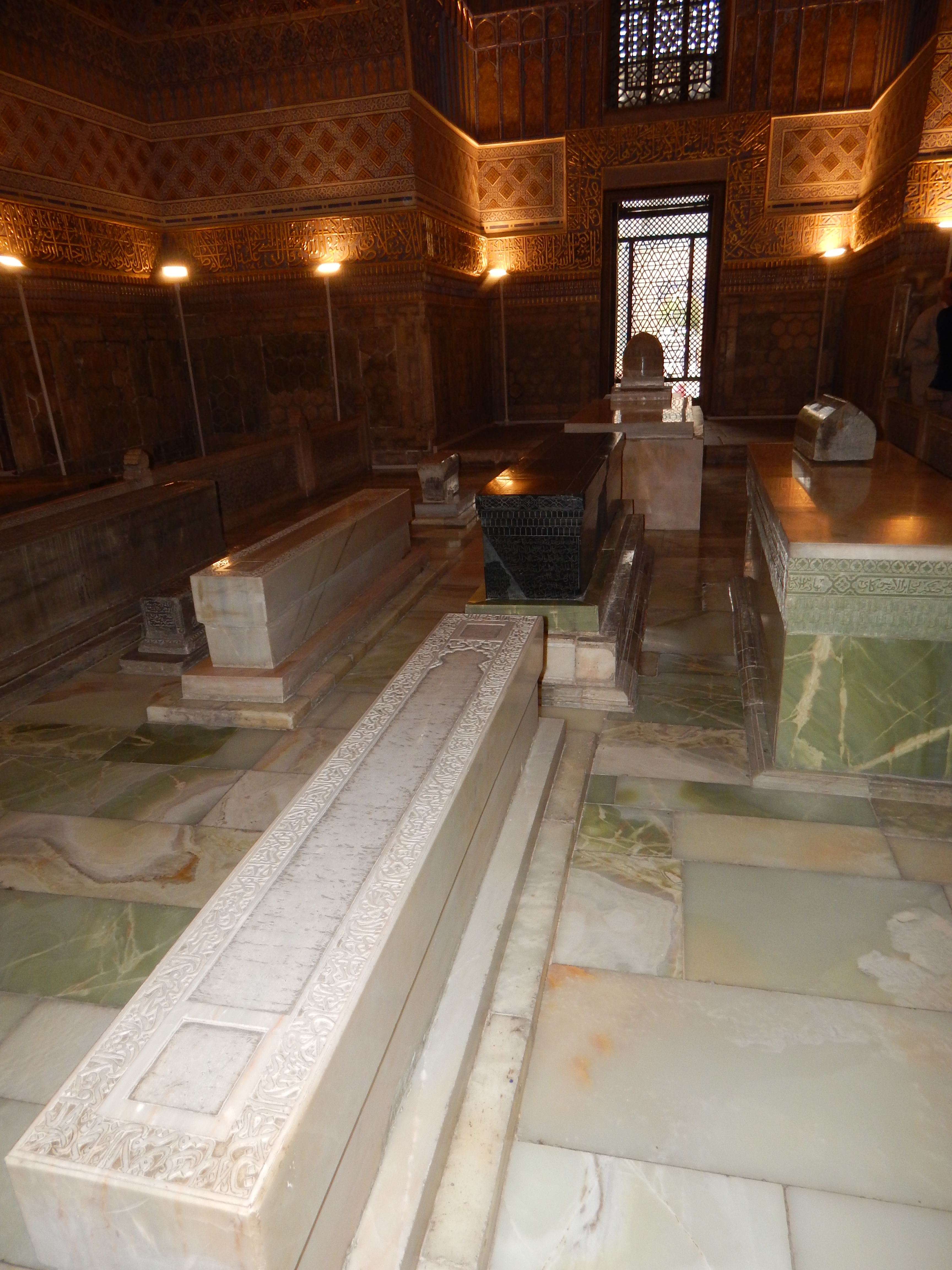
قبر الغ‌بیگ در پای قبر تیمور در گور امیر

الغ‌بیگ در سال ۱۴۴۷ با اطلاع از مرگ پدر خود شاهرخ به بلخ رفت. وی در آن‌جا شنید که علاءالدوله پسر برادر فقید خود بایسنقر مدعی فرمانروایی امپراتوری تیموری در هرات بوده است. در نتیجه، الغ‌بیگ علیه علاءالدوله لشکر کشید و در نبرد مرغاب با او روبه‌رو شد. او برادرزادهٔ خود را شکست داد و به‌سوی هرات پیش رفت و مردم آن شهر را در سال ۱۴۴۸ قتل‌عام کرد. اما ابوالقاسم بابرمیرزا برادر علاءالدوله به کمک او رفت و الغ‌بیگ را شکست داد.
الغ‌بیگ سپس به بلخ عقب‌نشینی کرد و در آن‌جا متوجه شد که والی آن یعنی پسر بزرگ خود، عبداللطیف میرزا، علیه او قیام کرده است و جنگ داخلی دیگری آغاز شد. عبداللطیف برای ملاقات با ارتش پدرش در سواحل رودخانهٔ آمودریا سربازانی را به‌خدمت گرفت. با این‌حال، الغ‌بیگ با شنیدن اخبار آشوب در شهر، پیش از وقوع هرگونه جنگی به اجبار به سمرقند، عقب‌نشینی کرد. عبداللطیف نیز در مدت کوتاهی به سمرقند رسید و الغ‌بیگ، بی‌اختیار تسلیم پسرش شد. عبداللطیف پدرش را از حبس آزاد کرد و به او اجازه داد تا برای انجام حج به مکه برود. با این‌حال، او ترتیبی داد که الغ‌بیگ هرگز به مقصد خود نرسد و او در سال ۱۴۴۹ ترور شد.
سرانجام، برادرزادهٔ الغ‌بیگ، عبدالله میرزا (۱۴۵۰–۱۴۵۱)، بقایای او را در گور امیر در سمرقند زیر پای تیمور، دفن کرد. این بقایا بعدها در سال ۱۹۴۱ توسط باستان‌شناسان شوروی پیدا شد.

## میراث

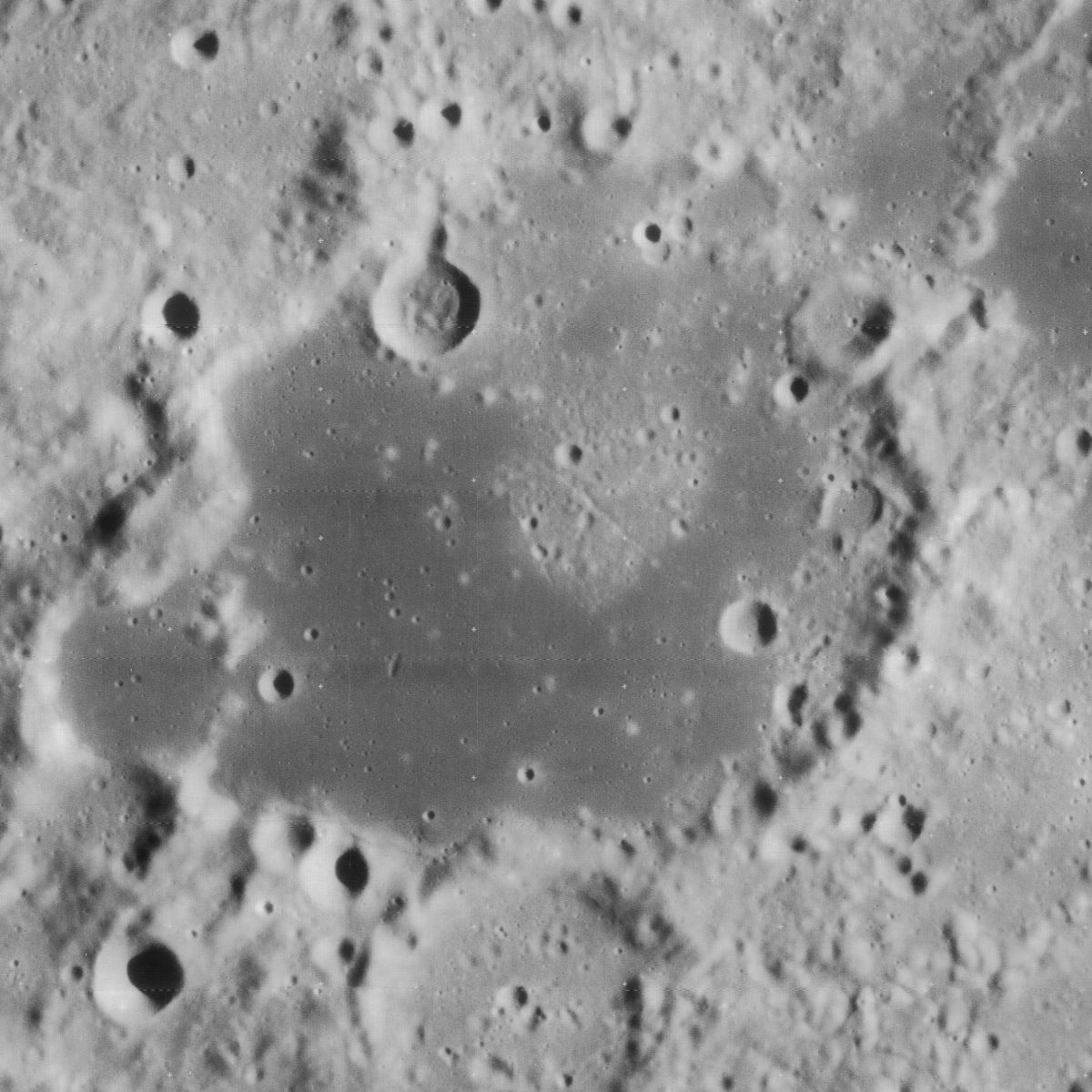
دهانه الغ‌بیگ در سطح ماه.

- دهانه الغ‌بیگ، روی ماه، توسط اخترشناس آلمانی، یوهان هاینریش فون مدلر، در نقشهٔ ۱۸۳۰ خود از ماه به نام او نام‌گذاری شد.
- سیارک الغ‌بیگ ۲۴۳۹، یک سیارک کمربند اصلی است که در ۲۱ اوت ۱۹۷۷ توسط نیکلای استپانوویچ چرنیخ کشف و به‌نام او نام‌گذاری شد.
- دایناسور الغ‌بیگسوروس (Ulughbegsaurus) در سال ۲۰۲۱ به‌نام او نام‌گذاری شد.

## نبش قبر
میخائیل گراسیموف، انسان‌شناس اهل شوروی، پس از نبش قبر الغ‌بیگ، چهرهٔ او را بازسازی کرد. چهرهٔ او مانند پدربزرگش تیمور نزدیک به نژاد مغولی با اندکی از ویژگی‌های اروپایی بود. چهرهٔ پدر او، شاهرخ اما دارای ویژگی‌های نژاد قفقازی و بدون هیچ ویژگی مغولی آشکار بود.

## نگارخانه

تمبر یادبود الغ‌بیگ و رصدخانهٔ وی، انتشار در سال ۱۹۸۳، ترکیه.
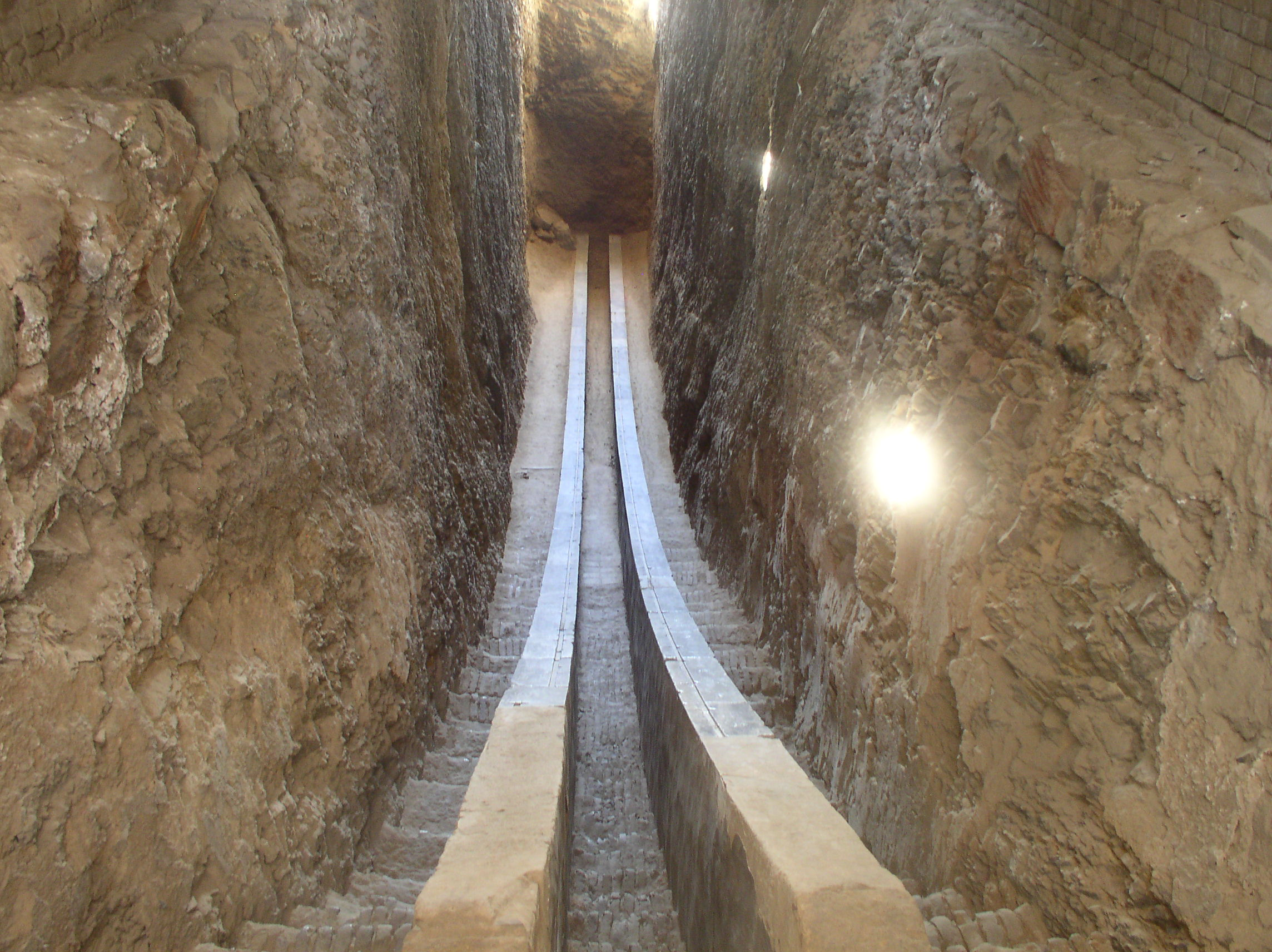
رصدخانهٔ الغ‌بیگ در سمرقند در زمان اُلُغ‌بیگ دیوارهای مجاور با سنگ مرمر صیقلی‌شده پوشیده بود.
تمبر یادبود الغ‌بیگ، انتشار در سال ۱۹۹۴، ازبکستان.